# Grande-Bretagne aux Jeux olympiques d'hiver de 1936
Le Royaume-Uni participe sous le nom de Grande-Bretagne aux Jeux olympiques d'hiver de 1936, qui ont lieu à Garmisch-Partenkirchen en Allemagne. Représenté par 38 athlètes, ce pays prend part aux Jeux d'hiver pour la quatrième fois de son histoire après sa présence à toutes les éditions précédentes. La délégation britannique termine au septième rang du tableau des médailles avec trois médailles : une d'or, une d'argent et une de bronze.

## Médaillés
| Médaille                            | Nom                                                     | Sport               | Épreuve             |
| ----------------------------------- | ------------------------------------------------------- | ------------------- | ------------------- |
| Médaille d'or, Jeux olympiques      | Équipe de Grande-Bretagne de hockey sur glace           | Hockey sur glace    | Hommes              |
| Médaille d'argent, Jeux olympiques  | Cecilia Colledge                                        | Patinage artistique | Simple femmes       |
| Médaille de bronze, Jeux olympiques | Frederick McEvoy James Cardno Guy Dugdale Charles Green | Bobsleigh           | Bob à quatre hommes |